# Indíbil
Indíbil (h. 258 a. C.-205 a. C.) fue un rey de los ilergetes, uno de los pueblos íberos de la península ibérica.

## Biografía
Aliado de Cartago hasta el 210 a. C., se alzó contra los romanos en la batalla de Cissa en el 218 a. C. donde Cneo Cornelio Escipión lo venció y expulsó de sus territorios, obligando a los ilergetes a pagar impuestos a Roma y entregar rehenes. En el 212 a. C., aliado de nuevo con el general cartaginés Asdrúbal Barca venció a Cneo en la batalla de Cástulo, recuperando el trono y la autoridad de su pueblo. Convencido de la necesidad de mantener la independencia frente a Roma y Cartago, siguió un difícil juego de alianzas militares en busca de la protección de su pueblo y la conquista de otros pueblos vecinos, menos combativos. Consciente de la importancia del territorio controlado por los ilergetes en el río Ebro como paso de Cartago hacia Roma y viceversa, mantuvo fuertes enfrentamientos con ambos.
En el 217 a. C., Indíbil sostiene esporádicos enfrentamientos con las tropas romanas y llega a unirse a las expediciones cartaginesas que tratan de cruzar el Ebro, llegando a combatir contra los vascones, que en su mayoría apoyan a Roma. Aunque en el 211 a. C., Roma conquista buena parte de la península llegando hasta la actual Linares, en la provincia de Jaén, los hermanos Cneo y Publio Cornelio Escipión ven perder buena parte de las conquistas al cambiar la política de alianzas de los iberos. La victoria de los cartagineses sobre los romanos les lleva en el 210 a. C. a perder casi todas sus posesiones y a encerrarse en los Pirineos. Indíbil pacta con los cartagineses a cambio de entregar sustanciales cantidades de plata y de rehenes, incluida su propia esposa.
En el 209 a. C. pacta con el general romano Escipión el Africano (hijo del anteriormente nombrado) para enfrentarse a Asdrúbal con el apoyo de los edetanos, recibiendo como recompensa la seguridad de las fronteras ilergetes y la devolución de todos los rehenes que Cartago tenía, pero debe quedar como rey vasallo. En el 208 a. C. se vuelve a sublevar frente a Roma por las dificultades para cumplir sus compromisos de vasallaje pero Indíbil vuelve a ser capturado en la batalla de Baecula (junto a la actual Santo Tomé). Puesto en libertad, en el 207 a. C., Indíbil formó una gran alianza con otros pueblos de la península ibérica que se enfrentó a Roma, junto al general cartaginés Magón Barca. Abarcaba la práctica totalidad del valle del Ebro hasta la desembocadura y norte de la actual provincia de Castellón. Derrotado de nuevo por Escipión, debió refugiarse en su territorio, ahora más reducido y enviar a Mandonio para que firmase la paz con Escipión el Africano. No contento, visto que Roma domina ya toda la península, formó otra gran alianza en la que encabezó la última gran sublevación, con la mayoría de los pueblos que ocupaban el noreste de la península, y cerca de 4000 jinetes y 30 000 infantes, siendo derrotado y muerto en la batalla.

## Discusión sobre el nombre deIndíbil
Las fuentes para conocer la historia de Indíbil proceden fundamentalmente de autores romanos. Entre estos, Tito Livio utiliza el nombre Indíbilis; Polibio lo denomina Andóbales. Otros utilizan el término Indebilis. Los autores contemporáneos consideran que Ando- e Indo-, y el sufijo -beles son de origen ibérico, aunque una minoría considera que se trata de una construcción híbrida entre ibero y otras lenguas indoeuropeas. También se sostiene el origen celta y su nombre en dicha lengua era Atabels o Atabeles. Este nombre aparece escrito en una moneda de Ampudia y algunos autores creen que es la versión indígena del nombre Indíbil con que le conocieron los romanos y que cita Polibio.